# Joseph Graven

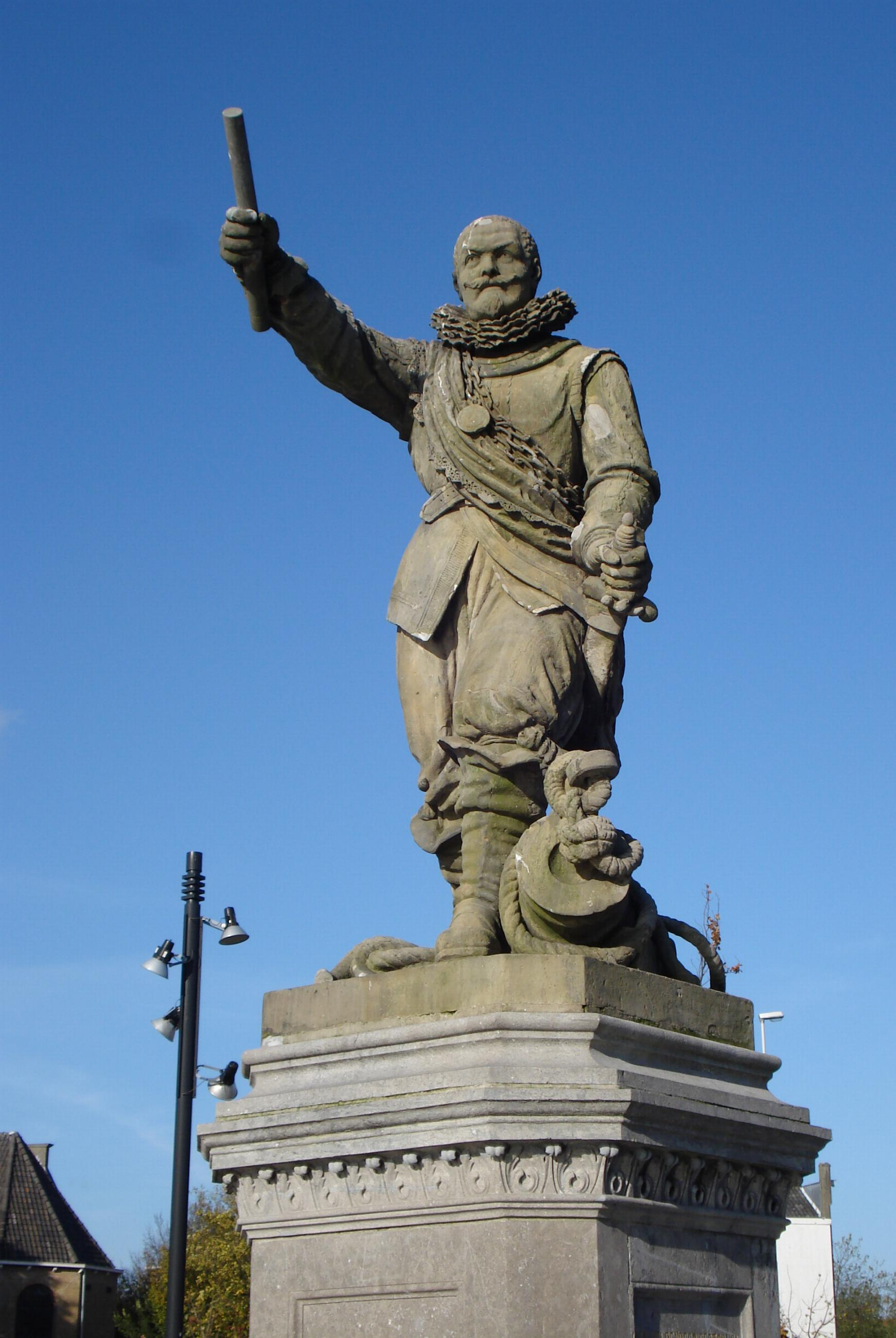
Standbeeld van Piet Hein (1870), Rotterdam-Delfshaven

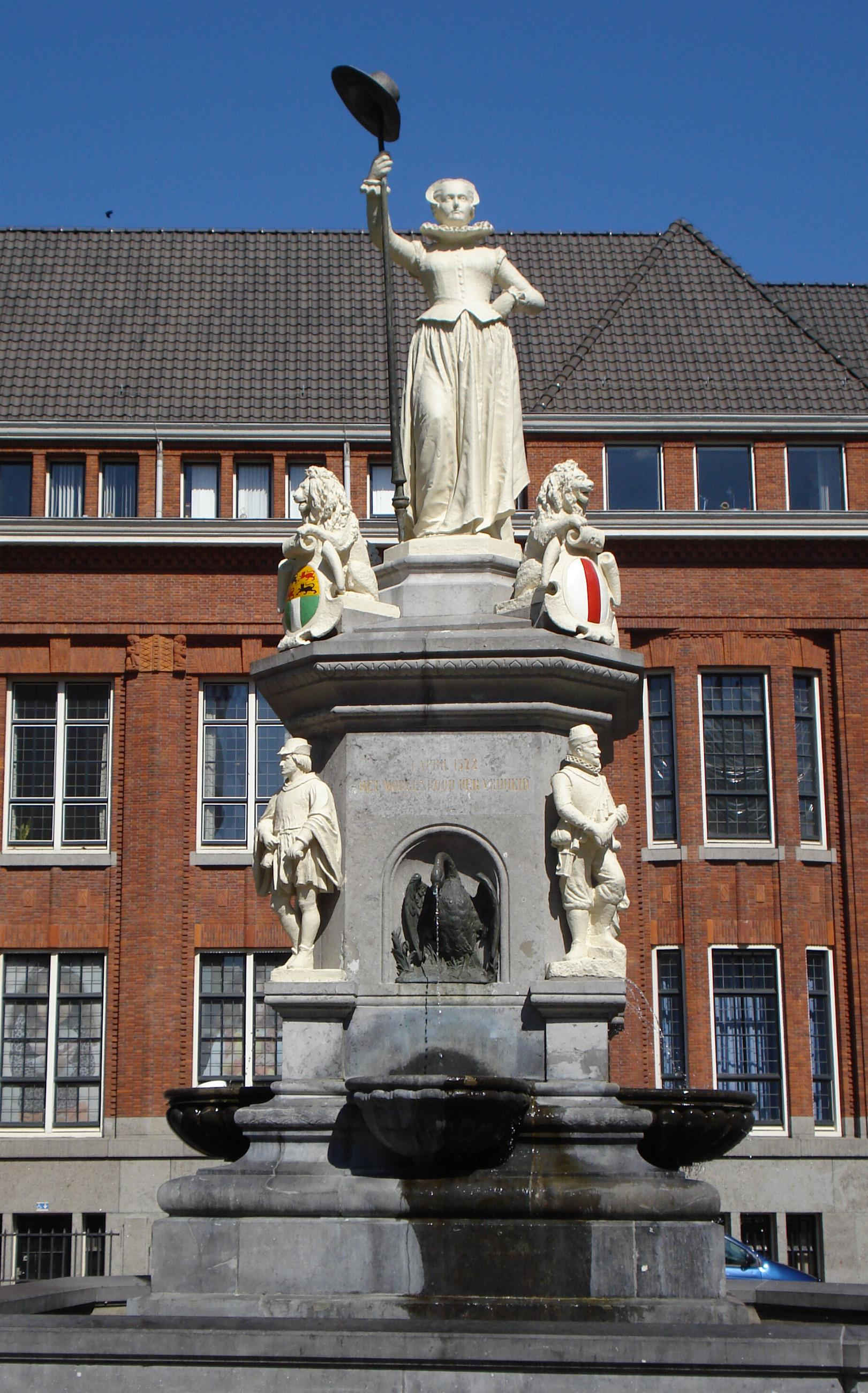
De Maagd van Holland (1874), Rotterdam

Josephus (Joseph) Graven ('s-Hertogenbosch, 3 september 1836 - Rotterdam, 9 januari 1877) was een Nederlandse beeldhouwer.

## Leven en werk
Graven was achtereenvolgens werkzaam in München, 's-Hertogenbosch (1863-1875) en Rotterdam.
Hij maakte onder andere plastieken voor de Sint-Janskathedraal in 's-Hertogenbosch. In 1866 maakte hij een aantal houten beelden voor de Hilversumse Sint-Vituskerk, waaronder een van Willibrord. Voor de Nicolaaskerk in Baarn vervaardigde hij in 1866 twee engelen aan weerszijden van het hoofdaltaar. Daarnaast in 1870 een beeld van de heilige Jeroen voor de Sint-Jeroenskerk in Noordwijk.
Hij maakte voor het Piet Heynsplein in Delfshaven (Rotterdam) het standbeeld van Piet Hein. Het beeld werd op 17 oktober 1870 in aanwezigheid van koning Willem III onthuld. Het is tegenwoordig een rijksmonument. Voor de havenstad maakte hij ook het beeld van De Maagd van Holland, dat in 1874 op de Nieuwemarkt werd onthuld.